# Tatsuo Yoshida
Tatsuo Yoshida (吉田 竜夫, Yoshida Tatsuo, Kioto, 6 maart 1932 – Tokio, 5 september 1977) was een Japans mangaka, schrijver en anime pionier. Hij is de oprichter van de animestudio Tatsunoko Production.

## Biografie
Yoshida groeide op tijdens de Tweede Wereldoorlog. Als autodidactisch kunstenaar werkte hij als eerste job bij lokale kranten in Kioto. Daarna trok hij naar Tokio, waar hij succes als mangaka vergaarde. Hij won er de Shogakukan Manga-prijs voor Minashigo Hutch.
In 1962 richtte Yoshida Tatsunoko Production op. Dit deed hij samen met zijn twee jongere broers Kenji (die Yoshida's positie als producent overnam na zijn dood) en Toyoharu (bekend als Ippei Kuri). "Tatsunoko" heeft een dubbele betekenis in het Japans: het betekent zowel "Tatsu's kind" als "Zeedraak". Dit laatste inspireerde het zeepaard logo van de studio.
Yoshida begon met het maken van tekenfilms. Hij kende enig succes met de racing anime Mach Go Go Go. Eens vertaald naar het Engels genoot de reeks wereldwijde populariteit onder de titel Speed Racer. Later volgden de actiereeksen Gatchaman (in het Nederlands bekend als Strijd der planeten), Casshan, Hurricane Polymar en Tekkaman: The Space Knight.
Yoshida's carrière kende een plots einde nadat hij stierf aan leverkanker in 1977. Tatsunoko Production bestaat vandaag nog steeds. De studio maakt bekende anime zoals Macross, Mospeada, Robotech, Generator Gawl, Time Bokan en Karas.

## Oeuvre
- Ninja Squad Moonlight (1964, ook bekend als Phantom Agents)
- Space Ace (1965)
- Mach Go Go Go (1967, ook bekend als Speed Racer)
- Oraa Guzura Dado (1967)
- Dokachin (1968)
- Judo Boy (1969)
- Hakushon Daimao (1969, ook bekend als Bob in the Bottle of The Genie Family)
- Kagaku Ninja Tai Gatchaman (1972, ook bekend als Battle of the Planets (Strijd der planeten) & G-Force: Guardians of Space)[3]
- Casshan (1973)
- Hurricane Polymar (1974)
- Tekkaman: The Space Knight (1975)
- Time Bokan (1975)
- Godam Gowapper 5 (1976)
- Paul's Miraculous Adventure (1976)
- Yattaman (1977)
- Ippatsu Kanta-kun (1977)
- Temple the Balloonist (1977)